# Vanessa Demouy
Vanessa Demouy (født 5. april 1973) i Montreuil, Frankrig) er skuespillerinde og fotomodel.
Hun var den anden officielle model, valgt til at portrættere den fiktive Tomb Raider-protagonist Lara Croft.